# Szyłohorze
Szyłohorze (biał. Шылагор’е; ros. Шилогорье) – wieś na Białorusi, w obwodzie witebskim, w rejonie głębockim, w sielsowiecie Hołubicze.
Nazwa dawniej używana – Szełahorze lub Szyłogorie.

## Historia
W czasach zaborów w granicach Imperium Rosyjskiego.
W dwudziestoleciu międzywojennym wieś leżała w Polsce, w województwie wileńskim, w powiecie dziśnieńskim, do 11 kwietnia 1929 w gminie Dokszyce, następnie w gminie Hołubicze.
Według Powszechnego Spisu Ludności z 1921 roku zamieszkiwało tu 105 osób, 9 było wyznania rzymskokatolickiego a 96 prawosławnego. Jednocześnie 69 mieszkańców zadeklarowało polską przynależność narodową a 36 białoruska. Było tu 17 budynków mieszkalnych. W 1931 w 18 domach zamieszkiwało 109 osób.
Miejscowość należała do parafii rzymskokatolickiej w m. Zaszcześle i prawosławnej w Hołubiczach. Podlegała pod Sąd Grodzki w Głębokiem i Okręgowy w Wilnie; właściwy urząd pocztowy mieścił się w Hołubiczach.